# アルベルト・ファン・アウワーテル
アルベルト・ファン・アウワーテル （Albert van Ouwater)（1410年/1415年頃 - 1475年））は初期フランドル派の画家。初期フランドル派の画家の中でも最初期に当たる画家の一人で、南部ネーデルラントに位置するフランドルではなく、北部ネーデルラントで活動した。
ファン・アウワーテルはアウデヴァーテル (en:Oudewater) 出身と考えられており、画家・美術史家カレル・ヴァン・マンデルの1604年の『画家列伝』に、当時の評判高い画家として記述されている。マンデルはハールレムのシント・バーフ大聖堂、聖ヤコブ教会など主要な教会に所蔵されていた、ファン・アウワーテルの祭壇画、特に聖パウロ、聖ペテロに代表される肖像画の綿密に計算された構図や、豊かな色彩表現を高く評価した。マンデルはファン・アウワーテルをハールレム画派の創設者と位置づけ、初期ネーデルラント絵画史上、最初の著名なオランダ人画家であるとしている。
マンデルによればこの画派では風景画に特に重点が置かれていたらしいが、現存しているファン・アウワーテルの作品にはそのような傾向は見られない。ファン・アウワーテルは15世紀半ばに活躍したディルク・ボウツと同年代人で、ヘールトヘン・トット・シント・ヤンスの師匠だった可能性がある。
祭壇画以外にファン・マンデルが記録しているファン・アウワーテルの作品が、より大規模な構成を持つ『ラザロの復活』で、ベルリン美術館でファン・アウワーテルの作品であると特定された。現在ベルリン美術館の絵画館が所蔵するこの絵画は唯一ファン・アウワーテルの作品であろうと広く受け入れられている絵画となっている。他にはメトロポリタン美術館所蔵の『Head of a Donor』とよばれる小さく不完全な作品がファン・アウワーテルの絵画ではないかと考える研究者も多い。美術史家マックス J. フリートレンダーはメトロポリタン美術館の『聖母子像』もファン・アウワーテルの作品だとしたが、この絵画はディルク・ボウツ初期の作品だとする説もあり、所蔵しているメトロポリタン美術館ではハールレム画派の影響を受けたドイツ人画家の作品としている。また、説得力には欠けるが、アルベール・シャトレがスペイングラナダの王室礼拝堂所蔵の『洗礼者ヨハネ』と『聖ミカエル』が描かれた二組の祭壇翼をファン・アウワーテルの作品群に追加した。